# Drosophila macrospina
Drosophila macrospina är en tvåvingeart som beskrevs av Stalker och Spencer 1939. Drosophila macrospina ingår i släktet Drosophila och familjen daggflugor.
Artens utbredningsområde täcker ett område från Montreal och New York i norr till Arizona i söder.